# Objektivism (kunskapsteori)
Objektivism är en kunskapsteori som utgår ifrån att det finns en objektiv verklighet som existerar oberoende av mänsklig medvetenhet. Enligt objektivismen är det möjligt att skaffa kunskap om denna verklighet genom observation, logiskt resonemang och att dra slutsatser baserat utifrån tidigare erfarenheter, så kallad induktion.

## Ontologi och epistemologi
Ontologiskt sett utgår objektivismen från att det finns ett antal grundläggande entiteter i verkligheten som existerar oberoende av vår uppfattning om dem. Dessa entiteter har en specifik identitet och egenskaper som inte förändras beroende på vår uppfattning. Epistemologiskt betonas vikten av rätt kunskapshantering, där man strävar efter att skaffa kunskap på ett korrekt sätt och att vara öppen för att omvärdera kunskapen om det uppstår nya fakta eller argument. Ett exempel på hur detta kan gå till är inom naturvetenskapen, där man arbetar med hypotesprövning och falsifierbarhet. En forskare formulerar en hypotes och sedan testar man den genom experiment och observationer. Om hypotesen inte stämmer överens med observationerna måste man omvärdera hypotesen och utveckla en ny. Detta öppnar upp för en ständig utveckling av kunskapen, där man inte fastnar i gamla tankemönster och förutfattade meningar.

## Relationen till andra teoretiska perspektiv
Inom objektivismen ses skepticism som ett hinder för kunskap och som ett irrationellt synsätt. Objektivismen argumenterar för att det är möjligt att uppnå säker kunskap om världen genom observation och logiska resonemang, och att det inte finns någon anledning att ifrågasätta kunskap som har bevisats vara sann och korrekt. Enligt objektivismen kan skepticismen bli destruktiv genom att hindra individer från att lita på sina sinnen och sin förmåga att tänka själva, vilket i sin tur kan leda till att man tar irrationella beslut. Objektivismen hävdar att det är nödvändigt att ha tilltro till ens egna sinnen och sinnet för att kunna skaffa sig säker kunskap om världen, och att skepticismen därför bör avvisas som ett irrationellt synsätt.
Det är dock viktigt att notera att objektivismen inte avvisar kritiskt tänkande eller ifrågasättande av argument och påståenden. Perspektivet betonar istället öppenhet inför nya idéer och argument, och uppmanar till att använda kritiskt tänkande och logik för att utvärdera argument och fakta på ett rationellt sätt. Man bör vara beredd att omvärdera sin kunskap om det dyker upp nya fakta eller argument som pekar åt ett annat håll än vad man tidigare trott. Detta är en viktig del av att skaffa och hantera kunskap på ett korrekt sätt enligt objektivismen. Det står i kontrast till perspektiv som essentialism och socialkonstruktionism, där det finns förutfattade idéer om och betrakta av kunskap som något objektivt och oföränderligt eller som något som skapas av människan genom sociala interaktioner.